# Wilhelm-Röpke-Institut
Das Wilhelm-Röpke-Institut e. V. war ein Wirtschaftsforschungsinstitut in der Thüringer Landeshauptstadt Erfurt.

## Geschichte
Das Institut wurde nach dem deutschen Ökonomen Wilhelm Röpke benannt. Es wurde am 23. Mai 2007 gegründet und hatte die Rechtsform eines eingetragenen Vereins. Es geht unter anderem auf die Initiative des Ökonomen Thomas Straubhaar zurück.
Das Institut stand in enger Kooperation mit dem Hamburgisches WeltWirtschaftsinstitut, das dazu in Erfurt in der Anfangszeit vorübergehend eine Zweigstelle betrieb. Das Institut gehörte zu den Initiatoren der Jenaer Allianz und war Partner von NOUS – Netzwerk für Ordnungsökonomik und Sozialphilosophie. Neben weiteren Kooperationen, mit diversen in- und ausländischen Forschungseinrichtungen, war das Institut mit der Staatswissenschaftlichen Fakultät der Universität Erfurt verbunden. Das Institut wurde ab August 2022 aufgelöst und am 19. November 2024 aus dem Vereinsregister gelöscht. Nach der Auflösung des Instituts wurden dessen Aktivitäten unter dem Dach der Aktionsgemeinschaft Soziale Marktwirtschaft als "Wilhelm Röpke Forum" fortgeführt.

## Aufgaben und Ziele
Zentrale Aufgabe des Institutes war die Aufarbeitung des Erbes des Wirtschaftswissenschaftlers Röpke. Dies umfasste, neben der Förderung des wissenschaftlichen Nachwuchs, zwei Aufgabenbereiche. Zum einen sollte, laut Satzung, „Forschung auf dem Gebiet der Ordnungspolitik, wobei dem geistigen Vermächtnis Wilhelm Röpkes zentrale Bedeutung zukommt, zu den Reformprozessen in den jungen Bundesländern und in Ostmittel- und Osteuropa sowie zur wirtschaftlichen Entwicklung und Konjunktur in Thüringen“ betrieben werden. Zudem sollten diese „Ergebnisse der Forschung durch öffentliche Veranstaltungen, Workshops usw. einer breiteren Öffentlichkeit zugänglich“ gemacht werden.
Der zweite Aufgabenbereich ist die Erforschung des geistigen Vermächtnisses Röpkes. Dazu gehörte auch die Erforschung des Nachlasses.
Das Institut hielt einmal jährlich die Wilhelm-Röpke-Vorlesung und darüber hinaus Seminare und Kolloquien ab. Außerdem führte das Institut die Tagungen zur Neuen Ordnungsökonomik auf Schloss Ettersburg sowie weitere Einzeltagungen durch. So beispielsweise der internationale Wilhelm-Röpke-Kongress 2016 in Genf, den das Institut zusammen mit dem Graduate Institute Geneva und dem Liberalen Institut organisierte.

## Mitgliederstruktur
Das Institut verfügte über ein internationales Mitgliederfeld. Ihm gehörten neben bekannten Ökonomen, wie dem Wirtschaftsweisen Lars Feld, Michel Wohlgemuth, Nils Goldschmidt, Joachim Starbatty oder Gerhard Wegner, auch prominente Wirtschaftsjournalisten wie Karen Horn, Vertreter von Verbänden wie Gerald Grusser sowie Gelehrte anderer Fachrichtungen an. So waren unter anderen der in den USA lehrende Politikwissenschaftler Aurelian Craiutu, der italienische Philosoph Dario Antiseri, die französische Germanistin Patricia Commun oder der deutsche Rechtswissenschaftler Hermann-Josef Blanke Mitglied.